# Hochstett
Hochstett (en alsacià Heestett) és un municipi francès, situat a la regió del Gran Est, al departament del Baix Rin. L'any 1999 tenia 241 habitants.
Forma part del cantó de Haguenau, del districte de Haguenau-Wissembourg i de la Comunitat d'aglomeració de Haguenau.

## Demografia
| 1962 | 1968 | 1975 | 1982 | 1990 | 1999 |
| ---- | ---- | ---- | ---- | ---- | ---- |
| 115  | 125  | 151  | 159  | 185  | 241  |

## Administració
| Període | Identitat    | Partit | Qualitat |  |
| ------- | ------------ | ------ | -------- |  |
| 2001-   | Clément Jung |        |          |  |